# Boulogne-sur-Mer (quận)
Quận Boulogne-sur-Mer là một quận của Pháp, nằm ở tỉnh Pas-de-Calais, ở vùng Hauts-de-France. Quận này có 8 tổng và 75 xã.

## Các đơn vị hành chính

### Các tổng
Các tổng của quận Boulogne-sur-Mer là: 
1. Boulogne-sur-Mer-Nord-Est
2. Boulogne-sur-Mer-Nord-Ouest
3. Boulogne-sur-Mer-Sud
4. Desvres
5. Marquise
6. Outreau
7. Le Portel
8. Samer

### Các xã
Các xã của quận Boulogne-sur-Mer, và mã INSEE là: 
| 1. Alincthun (62022)              | 2. Ambleteuse (62025)               | 3. Audembert (62052)                |
| 4. Audinghen (62054)              | 5. Audresselles (62056)             | 6. Baincthun (62075)                |
| 7. Bainghen (62076)               | 8. Bazinghen (62089)                | 9. Belle-et-Houllefort (62105)      |
| 10. Bellebrune (62104)            | 11. Beuvrequen (62125)              | 12. Boulogne-sur-Mer (62160)        |
| 13. Bournonville (62165)          | 14. Brunembert (62179)              | 15. Carly (62214)                   |
| 16. Colembert (62230)             | 17. Condette (62235)                | 18. Conteville-lès-Boulogne (62237) |
| 19. Courset (62251)               | 20. Crémarest (62255)               | 21. Dannes (62264)                  |
| 22. Desvres (62268)               | 23. Doudeauville (62273)            | 24. Echinghen (62281)               |
| 25. Ferques (62329)               | 26. Halinghen (62402)               | 27. Henneveux (62429)               |
| 28. Hervelinghen (62444)          | 29. Hesdigneul-lès-Boulogne (62446) | 30. Hesdin-l'Abbé (62448)           |
| 31. Isques (62474)                | 32. La Capelle-lès-Boulogne (62908) | 33. Lacres (62483)                  |
| 34. Landrethun-le-Nord (62487)    | 35. Le Portel (62667)               | 36. Le Wast (62880)                 |
| 37. Leubringhen (62503)           | 38. Leulinghen-Bernes (62505)       | 39. Longfossé (62524)               |
| 40. Longueville (62526)           | 41. Lottinghen (62530)              | 42. Maninghen-Henne (62546)         |
| 43. Marquise (62560)              | 44. Menneville (62566)              | 45. Nabringhen (62599)              |
| 46. Nesles (62603)                | 47. Neufchâtel-Hardelot (62604)     | 48. Offrethun (62636)               |
| 49. Outreau (62643)               | 50. Pernes-lès-Boulogne (62653)     | 51. Pittefaux (62658)               |
| 52. Quesques (62678)              | 53. Questrecques (62679)            | 54. Rety (62705)                    |
| 55. Rinxent (62711)               | 56. Saint-Inglevert (62751)         | 57. Saint-Léonard (62755)           |
| 58. Saint-Martin-Boulogne (62758) | 59. Saint-Martin-Choquel (62759)    | 60. Saint-Étienne-au-Mont (62746)   |
| 61. Samer (62773)                 | 62. Selles (62786)                  | 63. Senlecques (62789)              |
| 64. Tardinghen (62806)            | 65. Tingry (62821)                  | 66. Verlincthun (62845)             |
| 67. Vieil-Moutier (62853)         | 68. Wacquinghen (62867)             | 69. Wierre-Effroy (62889)           |
| 70. Wierre-au-Bois (62888)        | 71. Wimereux (62893)                | 72. Wimille (62894)                 |
| 73. Wirwignes (62896)             | 74. Wissant (62899)                 | 75. Équihen-Plage (62300)           |